# P. J. Brown
Collier Brown Jr. (* 14. Oktober 1969 in Detroit, Michigan), besser bekannt als P. J. Brown, ist ein ehemaliger US-amerikanischer Basketballspieler. Brown wurde beim NBA Draft 1992 in der zweiten Runde mit dem 29. Pick von den New Jersey Nets ausgewählt. Seine NBA-Karriere begann er aber erst in der Saison 1993/1994. Er wurde drei Mal ins NBA All-Defensive Second Team gewählt, 1997, 1999 und 2001. Außerdem gewann er den NBA Sportsmanship Award 2004.

## College
Brown spielte vier Jahre für die Louisiana Tech University und erzielte durchschnittlich 10,1 Punkte und 8,4 Rebounds in insgesamt 121 Spielen. Er verließ Louisiana Tech mit den zweitmeisten Blocks (241) und den fünftmeisten Rebounds (1.107) des Colleges.

## NBA

### Panionios Forthnet und New Jersey Nets
Nachdem er sein erstes Jahr nach dem College bei Panionios Forthnet spielte und durchschnittlich 17 Punkte, 13,3 Rebounds und 3,2 Blocks verbuchte, lief er die nächsten drei Saisons in 240 Spielen, bei denen er 198 mal startete, für die New Jersey Nets auf. Durchschnittlich erreichte er dabei 8,4 Punkte, 6,4 Rebounds und 1,37 Blocks in 30,7 Minuten pro Spiel. Zusätzlich absolvierte er noch vier Spiele für die Nets in den Playoffs 1994.

### Miami Heat
Brown spielte vier Saisons für die Heat und startete in 275 von 284 Spielen. Er kam dabei auf durchschnittlich 9,9 Punkte, 7,9 Rebounds und 1,07 Blocks in 31,2 Minuten pro Spiel. 1997 gewann er außerdem den J. Walter Kennedy Citizenship Award und wurde zum ersten Mal in das NBA All-Defensive Second Team gewählt. Die zweite Nominierung folgte in der Saison 1998/99. Bei den Heat startete er in allen seinen 35 Playoff-Spielen.

### Charlotte/New Orleans Hornets
Am 1. August 2000 wurde Brown in einem Riesendeal zusammen mit Jamal Mashburn, Otis Thorpe, Tim James und Rodney Buford für Eddie Jones, Anthony Mason, Dale Ellis und Ricky Davis zu den damaligen Charlotte Hornets getradet. In seiner zweiten Saison bei den Hornets wurde er zum 3. und letzten Mal in seiner Karriere in das NBA All-Defensive Second Team gewählt. Bis zur Saison 2006/07 absolvierte Brown 999 Spiele in der regulären Saison, bei denen 941 mal startete. Zu diesem Zeitpunkt war er einer der 26 Spieler in der NBA-Geschichte, die 8000 Punkte, 7000 Rebounds, 1000 Assists und 1000 Blocks verbuchen konnten.

### Chicago Bulls
Am 13. Juli 2006 wurde Brown zusammen mit J. R. Smith für den Center Tyson Chandler zu den Chicago Bulls getradet. Er unterstützte mit seiner Erfahrung das insgesamt eher junge Team mit durchschnittlichen 20,2 Minuten Spielzeit.

### Boston Celtics
Nach der Saison 2006/07 unterschrieb Brown trotz einiger Angebote bei keinem Team, dachte aber darüber nach, seine Karriere in der Saison 2007/08 fortzusetzen. Am 27. Februar 2008 unterschrieb er nach einiger Überzeugungsarbeit seiner künftigen Teamkameraden Ray Allen und Paul Pierce bei den Boston Celtics, um ihren Frontcourt zu stärken. Sein Comeback fand am 7. März 2008 gegen sein ehemaliges Team, die Chicago Bulls, statt. Mit den Celtics gewann Brown zum Abschluss seiner Karriere die NBA-Meisterschaft.